# Hébraïsant

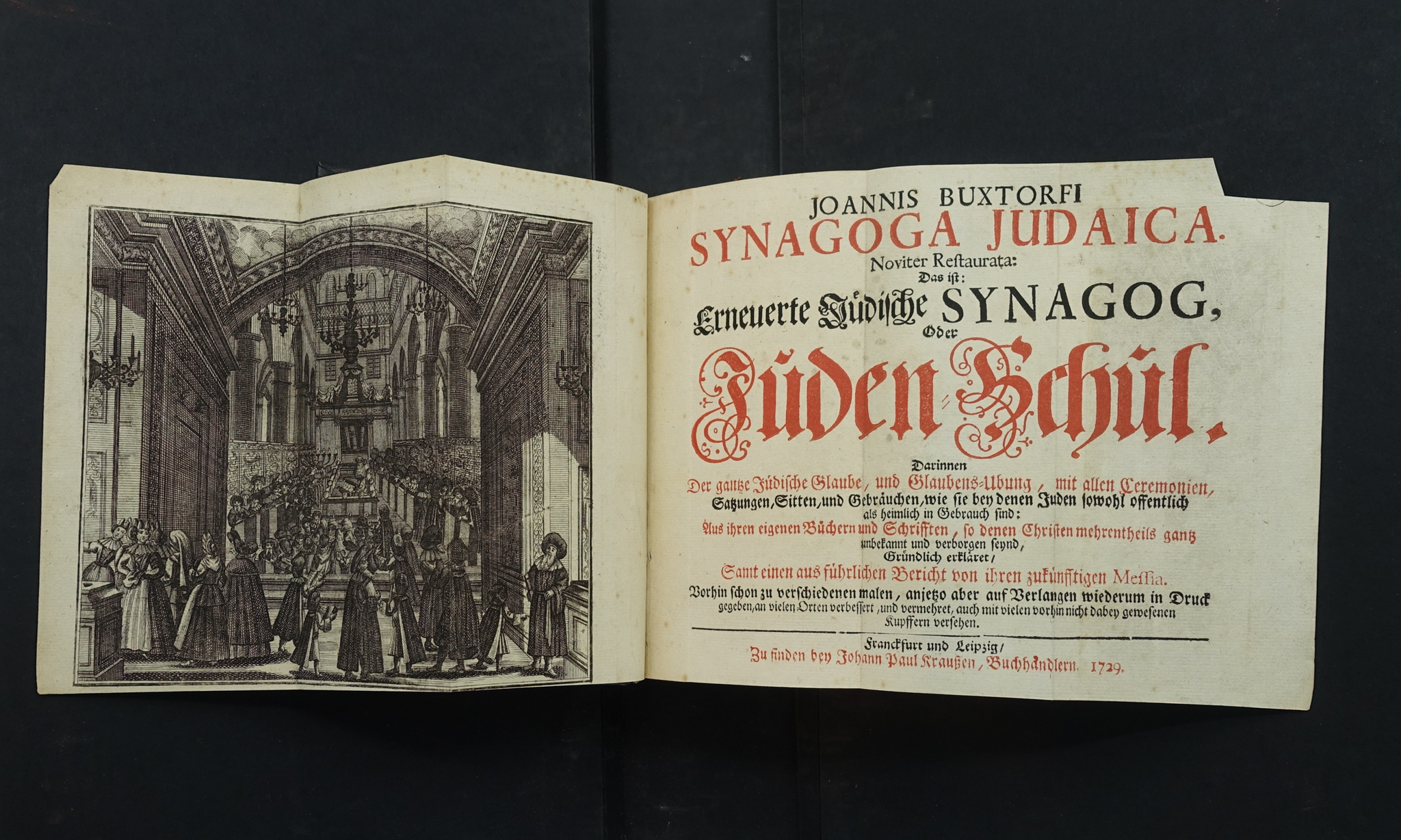
Première page de Synagoga Judaica (édition de 1729), dans la collection du musée juif de Suisse.

Un hébraïsant est une personne dont l'hébreu n'est pas la langue maternelle mais qui l'a apprise par la suite et, souvent, depuis l'époque moderne, un orientaliste spécialisé dans l'étude de l'hébreu. Au sens étroit il étudie la langue hébraïque et sa grammaire. Il s'intéresse aussi, au sens plus large, à tous les aspects de la culture hébraïque pouvant être liés au domaine linguistique, telles la philologie, la lexicologie, la sociologie, voire la philosophie.

## Religion et nationalité
Bien que de nombreux hébraïsants soient juifs, beaucoup d'orientalistes hébraïsants se rencontrent dans diverses religions et nationalités. Ainsi, Antoine Fabre d'Olivet, bien que n'étant ni d'ascendance ni de religion juives, fut pourtant un hébraïsant célèbre, tout comme Antoine Garnier, l'abbé Le Hir et son disciple Ernest Renan ou encore les Allemands Johannes Reuchlin, Bartholomaeus Keckermann, Wilhelm Gesenius et Heinrich Ewald. Et le prêtre jésuite Paul Joüon fut un éminent grammairien de l'hébreu, élève du rabbin Mayer Lambert.
Au Moyen Âge, certains théologiens et exégètes chrétiens prirent exemple sur Jérôme de Stridon et apprirent l'hébreu pour avoir un accès direct au texte de l'Ancien Testament, comme Nicolas Maniacoria au XIIe siècle ou Nicolas de Lyre au XIVe siècle.

## Domaine d'étude
Des hébraïsants se rencontrent dans le domaine du judaïsme, mais aussi dans ceux de la linguistique, de la philologie, de la grammaire hébraïque.